# Sociedad Central de Arquitectos
La Sociedad Central de Arquitectos (SCA), asociación civil sin fines de lucro fundada el 18 de marzo de 1886 por Ernesto Bunge, Joaquín Mariano Belgrano, Adolfo Büttner, Carlos Altgelt, Otto von Arnim, Juan Martín Burgos, Juan Antonio Buschiazzo, Julio Dormal, Enrique Joostens y Fernando Moog, es una de las entidades profesionales más antiguas de la Argentina. Creada con fines gremiales, a lo largo de más de 130 años de trayectoria representó a los arquitectos –durante largas décadas de todo el país-, y se ocupó de la defensa de los derechos del arquitecto y del prestigio de la arquitectura, la construcción planificada de las ciudades y su evolución y adecuada preservación.
La promoción y difusión de la arquitectura argentina ha sido y es otro objetivo de la SCA. Con esa premisa se organizan las exposiciones dentro y fuera del país, ya que la SCA es, por convenio con la Cancillería Argentina, la encargada de los envíos oficiales del país a las bienales de Arquitectura de San Pablo, Venecia, Londres, y demás muestras internacionales de participación oficial en la disciplina.
La gestión de concursos como único medio para garantizar la transparencia en la adjudicación de un proyecto y su excelencia es, desde su creación, misión fundamental de la SCA y en la que ha insistido en distintas épocas. En los últimos años, la SCA ha realizado decenas de concursos nacionales e internacionales de arquitectura, entre las que destacan entre:
- en 2001, Reciclaje del Mercado de Pescado ([CMD]);[2]
- en 2005, Remodelación Sede CPAU, Memorial Víctimas de Cromagnon y Centro de Eventos La Rural;
- en 2006, Centro Cultural del Bicentenario en el ex-Correo Central [3] y Facultad de Psicología, UBA;
- en 2007, Refuncionalización y Puesta en Valor del Edificio Majestic (AFIP);
- en 2008, Ampliación del Banco Central. 2008
- en 2010, Ampliación Cancillería, Sede Basavilbaso y Edificio para el Consejo de la Magistratura.

Ha publicado un libro con reseñas de todos los concursos realizados desde 1826 hasta el año 2006. Además, edita una revista con la actualidad de los temas referidos a la profesión.
Desarrolla junto al CPAU, el premio Bienal SCA-CPAU desde hace veinte años.
La sede de SCA fue reacondicionada por un equipo liderado por el arquitecto Mederico Faivre
Fueron presidentes de la SCA, entre otros: Ernesto Bunge, Juan A. Buschiazzo, Alejandro Christophersen, Julio Dormal, Jacques Dunant, Eduardo Le Monnier, Paul Bell Chambers, Carlos Nordmann, Carlos Morra y Jorge Sabaté. En 2022 fue elegida como presidenta la arquitecta Rita Comando, primera mujer a cargo de la institución en sus primeros 136 años.